# Gustaf Adolf Strömfelt
Gustaf Adolf Strömfelt, född 1640, död 6 april 1717 i Rö församling, var en svensk ståthållare.

## Biografi
Gustaf Adolf Strömfelt föddes 1640. Han var son till diplomaten Johan Fegræus, som adlades Strömfelt, och Christina Törnsköld. Strömfelt blev 24 februari 1660 student vid Uppsala universitet. Han blev senare ståthållare i Dorpat och Pernau, vilket upphörde i augusti 1710. Vid landets erövring av ryssarna. Strömfelt avled 1717 på Beateberg i Rö församling och begravdes i Rimbo kyrka.

### Egendom
Strömfelt ägde gårdarna Strömhult i Slätthögs socken, Ludenhof i Bartholomei socken, Lunia i Dorpats socken och Moisekatz i Pölwe socken.

### Familj
Strömfelt figte sig första gången med friherrinnan Christina Elisabet Taube af Karlö, dotter av landshövdingen Otto Reinhold Taube af Karlö och Margareta Oxe. De fick tillsammans barnen presidenten Otto Reinhold Strömfelt (1679–1744), ståthållaren Johan Jakob Strömfelt (död 1737), Brita Charlotta Strömfelt (1691–1751) som var gift med överjägmästaren Wilhelm Mauritz Pauli och Eufrosyne Catharina Strömfelt (död 1764) som var gift med majoren Gustaf Johan Silfverhielm och lantrådet Otto Reinhold von Stackelberg.
Strömfelt gifte sig andra gången 13 maj 1700 i Stockholm med Brita Tungel, dotter av hovkanslern Nils Nilsson Tungel och Brita Catharina Carlsdotter Kuut eller Rosenstielke. Brita Tungel var änka efter landshövdingen Jonas Klingstedt i Kronobergs län.